# Mikołaj Minkusz

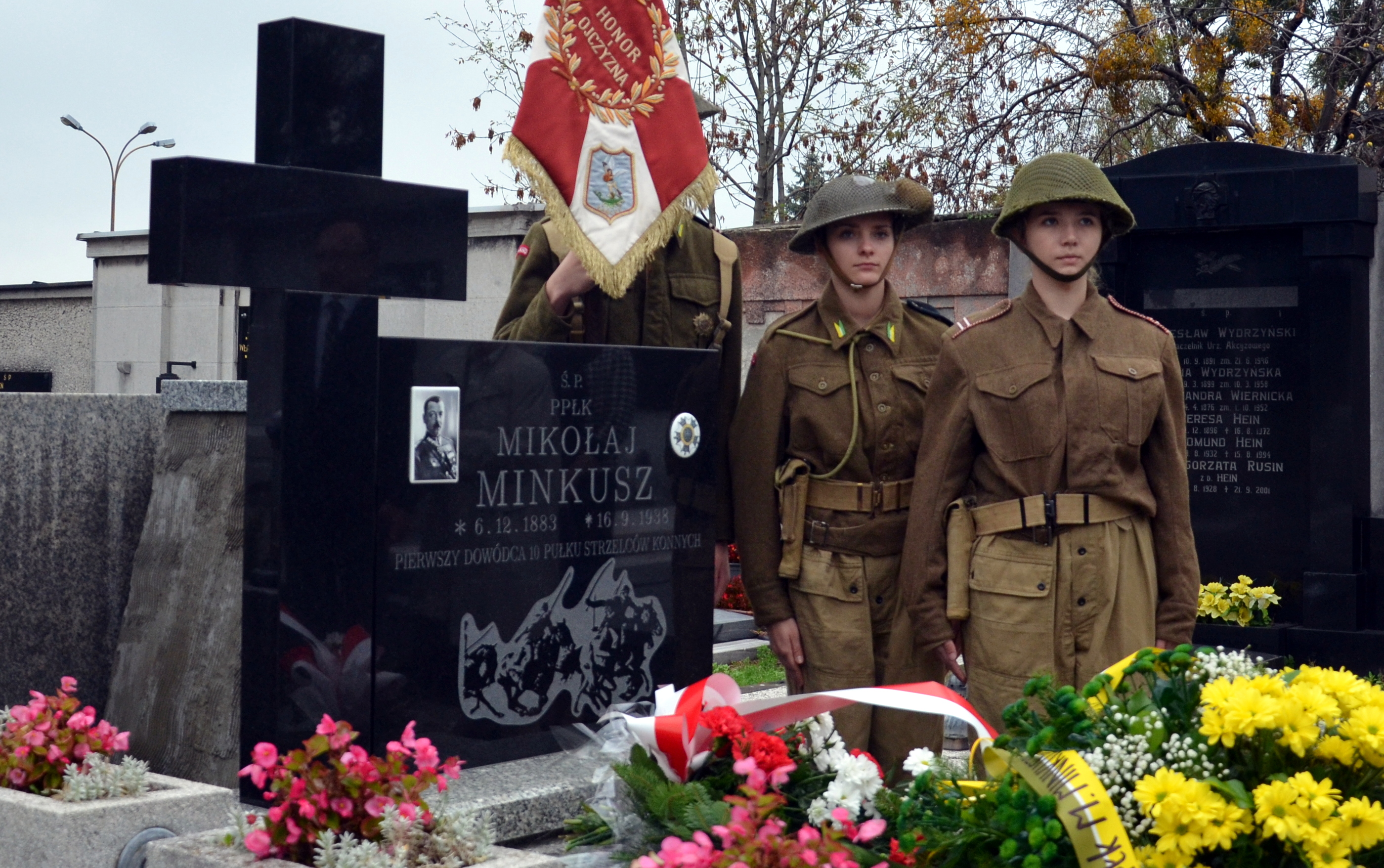
Grób ppłk. Mikołaja Minkusza w honorowej asyście rekonstruktorów 10 psk

Mikołaj Minkusz vel Nikolaus Edler Minkusz von Schoenfried (ur. 6 grudnia 1883 w Zaleszczykach, zm. 16 września 1938) – podpułkownik kawalerii Wojska Polskiego.

## Życiorys
Urodził się 6 grudnia 1883 w Zaleszczykach, ówczesnym mieście powiatowym Królestwa Galicji i Lodomerii, w rodzinie Jana i Agnieszki z domu Hacic. Ukończył 3 klasy gimnazjum w Czerniowcach, 2 klasy szkoły realnej niższej (wojskowej) w Koszycach, 3 klasy szkoły realnej wyższej w Mährisch Weißkirchen.
Po ukończeniu Terezjańskiej Akademii Wojskowej w Wiener Naustadt został wcielony do Bukowińskiego Pułku Piechoty Nr 41 w Czerniowcach. W 1909 został nobilitowany. W 1912 został przydzielony, a w następnym roku przeniesiony do Galicyjsko-Bukowińskiego Pułku Dragonów Nr 9 w Brodach. W szeregach tego oddziału wziął udział w mobilizacji sił zbrojnych Monarchii Austro-Węgierskiej, wprowadzonej w związku z wojną na Bałkanach, a następnie walczył na frontach I wojny światowej. Od 1 do 9 sierpnia 1914 był komendantem plutonu w 1. i 4. szwadronie. 9 września 1914 został ranny i do 26 kwietnia 1915 przebywał w szpitalu. Następnie jako rekonwalescent został adiutantem szwadronu zapasowego. Od 16 sierpnia 1915 do 2 lipca 1916 był komendantem 1. szwadronu. W związku z odnowieniem się ran ponownie trafił do szpitala, w którym przebywał do 23 marca 1917. Ponownie jako rekonwalescent objąć funkcję adiutanta szwadronu zapasowego. 26 czerwca 1917 został komendantem 7. szwadronu. Od 30 czerwca 1918 znów pełnił służbę w szwadronie zapasowym. W czasie służby w c. i k. Armii awansował na kolejne stopnie: porucznika ze starszeństwem z 1 listopada 1904, nadporucznika ze starszeństwem z 1 listopada 1910 i rotmistrza ze starszeństwem z 1 lipca 1915.
19 kwietnia 1920 został przeniesiony z Dowództwa Okręgu Generalnego „Kraków” do 9 Pułku Ułanów Małopolskich z jednoczesnym odkomenderowaniem do dyspozycji Dowództwa Okręgu Generalnego „Pomorze”. Został przydzielony do organizującego się w Grudziądzu Szwadronu Zapasowego 5 Pułku Konnych Strzelców Wielkopolskich. 11 czerwca 1920 został zatwierdzony z dniem 1 kwietnia 1920 w stopniu podpułkownika, w kawalerii, w grupie oficerów byłej armii austro-węgierskiej. Nadal pełnił służbę w 5 Pułku Konnych Strzelców Wielkopolskich, który później został przemianowany na 7 Pułk Strzelców Konnych Wielkopolskich. Od 1 sierpnia do 6 września 1920 czasowo pełnił obowiązki dowódcy tego oddziału. Później był dowódcą 3 Pułku Strzelców Konnych. W październiku 1921 został przeniesiony do nowo powstałego 10 Pułku Strzelców Konnych w Łańcucie na stanowisko dowódcy pułku. 3 maja 1922 został zweryfikowany w stopniu podpułkownika ze starszeństwem z 1 czerwca 1919 i 41. lokatą w korpusie oficerów jazdy (od 1924 – kawalerii). W kwietniu 1929 został przeniesiony macierzyście do kadry oficerów kawalerii z równoczesnym przeniesieniem służbowym na stanowisko rejonowego inspektora koni w Bielsku na Śląsku. Z dniem 1 listopada 1931 został zwolniony z zajmowanego stanowiska i skierowany na urlop, a z dniem 31 grudnia tego roku przeniesiony w stan spoczynku.
W 1934, jako oficer stanu spoczynku pozostawał w ewidencji Powiatowej Komendy Uzupełnień Poznań Miasto. Posiadał przydział do Oficerskiej Kadry Okręgowej Nr VII. Był wówczas „przewidziany do użycia w czasie wojny”.
7 lipca 1919 w Wiedniu zawarł związek małżeński z Heleną.
Zmarł 16 września 1938. Został pochowany na cmentarzu Parafii św. Mikołaja w Bielsku-Białej (sektor 6-1-1).

## Ordery i odznaczenia
- Złoty Krzyż Zasługi – 18 stycznia 1926 „za zasługi, położone na polu organizacji armji”[31][32]
- Medal Pamiątkowy za Wojnę 1918-1921[33]
- Medal Dziesięciolecia Odzyskanej Niepodległości[33]
- Krzyż Komandorski Orderu Korony Rumunii[34][35]

W czasie służby w c. i k. Armii otrzymał:
- Krzyż Zasługi Wojskowej 3 klasy z dekoracją wojenną i mieczami,
- Srebrny Medal Zasługi Wojskowej z mieczami na wstążce Krzyża Zasługi Wojskowej,
- Brązowy Medal Zasługi Wojskowej z mieczami na wstążce Krzyża Zasługi Wojskowej,
- Krzyż Wojskowy Karola,
- Krzyż Jubileuszowy Wojskowy,
- Krzyż Pamiątkowy Mobilizacji 1912–1913[9].